# Looptroop
„Looptroop“ е рап група от Швеция.
Нейните членове са DJ Embee и рапърите Promoe, Cosmic и Supreme.

## История
Групата е представител на скандинавския хип-хоп. Looptroop издават първия си албум „Superstars“ през 1993 година, но групата е доста неизвестна по това време. Следващият албум на групата e издаден през 1995 година със заглавие „Threesicksteez“ и съдържа два пъти повече песни от предходния. Именно в този албум прави първите си участия и Supreme. В следващия албум „From The Waxcabinet“, издаден през 1996 година, той вече участва като член на групата.
До 2000 година момчетата от Looptroop се занимават със създаването на собствения си лейбъл „David vs. Goliath“ с целта да стане първият независим хип-хоп лейбъл в Швеция. През това време групата взима участия в различни музикални събития съвместно с Arsonists, High & Mighty, Mass Influence, Non Phixion, Pharoahe Monch, Genius, Xzibit и други, като са издадени и няколко EP-та. Looptroop започват работа по нов албум, който излиза през 2000 година. Албумът носи името „Modern Day City Symphony“.
EP-то си „Ambush In The Night“ групата посвещава на спрей изкуството. 2001 година е посветена на солови проекти. Promoe издава „Government Music“, a Cosmic и DJ Embee – „Casual Brothers“. Всъщност албумът на Promoe спокойно може да се нарече албум на групата. В същото време тя не изоставя хип-хоп сцената и постоянно гастролира в различни страни като Германия, Франция, Швейцария, Англия, Испания, Канада, Исландия и Литва. В края на 2002 година издават „Struggle Continues“, който също е последван от международно турне.